# Jean-Luc Brylinski
Jean-Luc Brylinski (* 12. September 1951) ist ein französischer Mathematiker, der sich vor allem mit Darstellungstheorie und mathematischer Physik beschäftigt.
Brylinski studierte an der École normale supérieure und wurde 1981 an der Universität Paris XI in Orsay promoviert. Er wurde dann Professor an der Pennsylvania State University am Center for Geometry and Mathematical Physics.
Brylinski bewies 1981 mit Masaki Kashiwara (Inventiones Mathematicae Bd. 64, S. 387) die Kazhdan-Lusztig-Vermutungen (unabhängig auch von Alexander Beilinson und Joseph Bernstein bewiesen). Er beschäftigte sich dann mit den im Rahmen der Beweise dieser Vermutung entwickelten geometrischen Darstellungstheorie und deren Anwendung in mathematischer Physik und auch mit Quanteninformationstheorie.
Er ist mit der Mathematikerin Ranee Brylinski verheiratet. Momentan lebt er in Boston. 

## Schriften
- Loop spaces, characteristic classes and geometric quantization. Birkhäuser 1992